# M2 (route russe)
Pour les articles homonymes, voir M2.
La route fédérale M2 ou route de Crimée est une importante voie de circulation en Russie, reliant Moscou à la Crimée en passant par l’Ukraine.

## Présentation
Cet axe routier fut inauguré en 1950. Il part de la ceinture périphérique MKAD de Moscou en direction du sud-ouest vers Toula, Orel, Koursk et Belgorod.

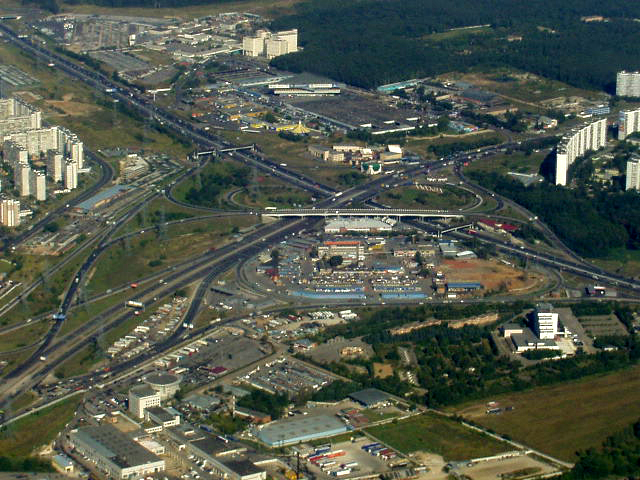
Échangeur autoroutier entre le périphérique de Moscou MKAD et l'autoroute M2

Sa longueur est de 720 kilomètres. La M2 est en grande partie de type autoroutier.

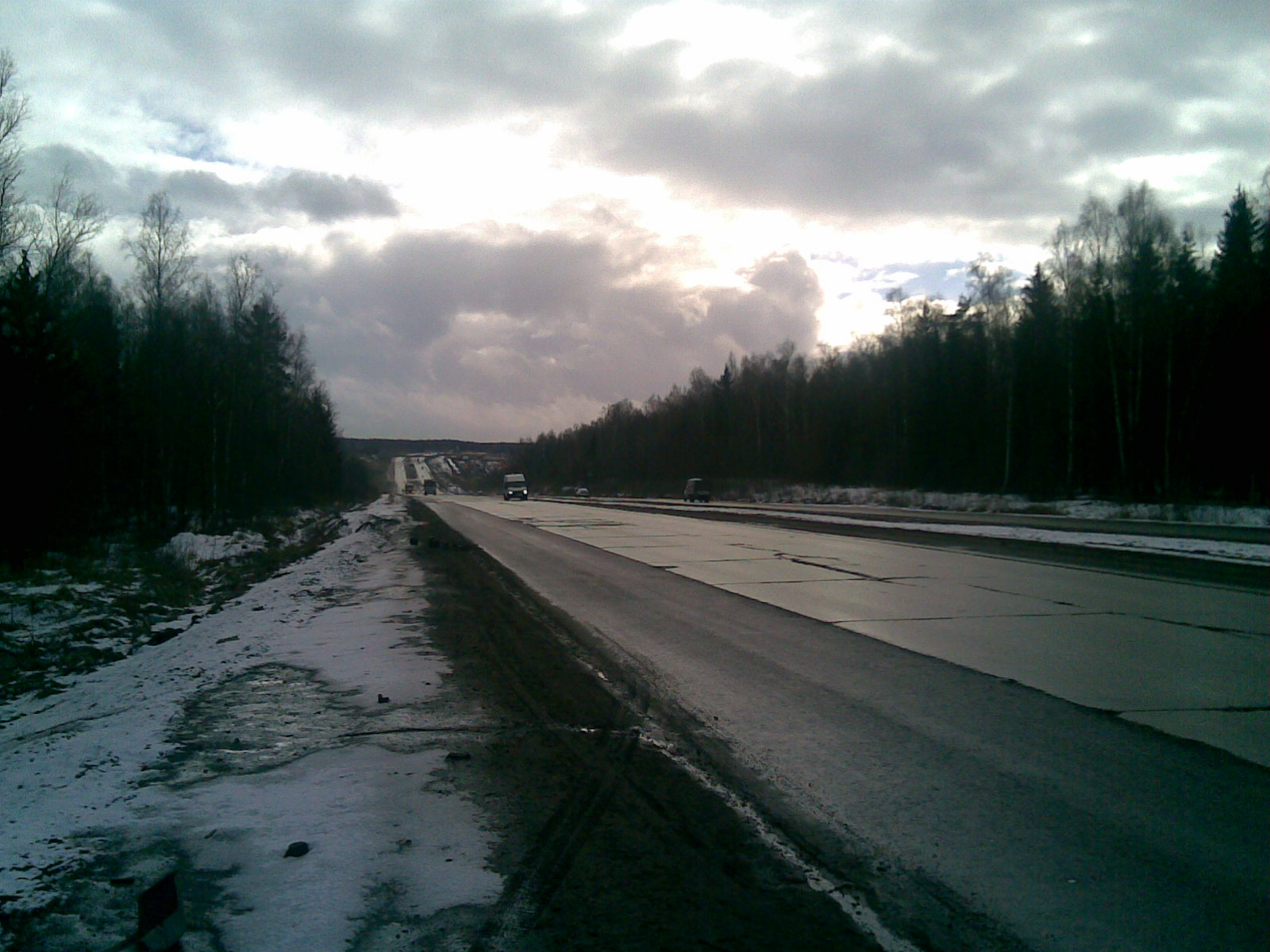
Vue de l'autoroute M2 en Russie

Après avoir passé la frontière ukrainienne, l'autoroute relie Kharkiv, Dnipro, Zaporijia, Simferopol et Sébastopol en Crimée sur la mer Noire.
L'autoroute M2 constitue la partie méridionale de la Route européenne 105 qui relie Kirkenes en Norvège à Yalta sur la mer Noire.